# Manuela Ramalho Eanes
Maria Manuela Duarte Neto Portugal Ramalho Eanes GCIH • GCCa (Almada, Almada, 29 de dezembro de 1938) é uma jurista e empreendedora social portuguesa, que foi a primeira-dama de seu país entre 1976 e 1986, como esposa do 16.º presidente da República Portuguesa, Ramalho Eanes.

## Biografia
Filha de Manuel Neto Portugal (Penedono, Penela da Beira, 5 de Outubro de 1909 — Lapa, Lisboa, 2 de Dezembro de 2000) e de sua primeira mulher (23 de Julho de 1939) Laura Duarte Neto Portugal  (Coração de Jesus, Lisboa, 12 de abril de 1904 — Beato, Lisboa, 1 de Outubro de 1975), de quem teve mais um filho, e casado segunda vez (19 de Março de 1977) com Maria Rosa de Sousa, sem geração.
Frequentou o Liceu D. Filipa de Lencastre. Licenciada em Direito pela Faculdade de Direito da Universidade de Lisboa, é a fundadora e presidente honorária do Instituto de Apoio à Criança.
Casou com António Ramalho Eanes no Palácio de Queluz, a 28 de Outubro de 1970. O casal teve dois filhos: Manuel António Neto de Portugal Ramalho Eanes, nascido a 5 de maio de 1972 (53 anos), casado e pai de Joana; e Miguel Neto de Portugal Ramalho Eanes, nascido a 20 de outubro de 1977 (47 anos), casado em Julho de 2006 com Sílvia Romeiro, com dois filhos António e Madalena.
Em 1971 foi diretora da Pousada de Raparigas e participou no programa "Um Dia Com..." da RTP onde comentou as atividades desenvolvidas pela Pousada e pela Colónia Balnear Infantil de Albufeira, pertencentes ao Instituto de Obras Sociais (I.O.S).
Desde 1976 até 1986 acompanhou o seu marido enquanto Primeira-Dama. Deslocou-se a vários países (por exemplo aos Estados Unidos da América e Bélgica) para discutir vários assuntos importantes da atualidade (drogas, abusos sexuais, entre outros). Manuela Eanes inaugurou também uma nova forma de estar das Primeiras-Damas, que até então tinham tido um papel apagado, virtualmente apagadas da vida pública e participação social efectiva.
É do conhecimento geral de que «boicotou» a presença de Snu Abecassis, companheira do primeiro-ministro, em diversos actos oficiais por não concordar com a situação conjugal de Sá Carneiro.
Em 1983, ainda em Belém, ajudou a criar o Instituto de Apoio à Criança, uma iniciativa anterior à aprovação da convenção dos Direitos da Criança pelas Nações Unidas.
É madrinha do Navio Patrulha Oceânica (NPO) Viana do Castelo.
A 7 de março de 1997, foi agraciada com o grau de Grã-Cruz da Ordem do Infante D. Henrique. A 20 de novembro de 2023, foi agraciada com o grau de Grã-Cruz da Ordem de Camões.
A 5 de Maio de 2025 recebeu a medalha de ouro da ordem dos advogados.

## Condecorações[5][6]
- Medalha da Cruz de Honra Pro Ecclesia et Pontifice do Vaticano ou da Santa Sé (15 de Julho de 1980)
- Cruz de Dama da Real Ordem de Isabel a Católica de Espanha (15 de Julho de 1980)
- Grã-Cruz da Ordem do Mérito da República Federal da Alemanha (Alemanha Ocidental) (15 de Julho de 1980)
- Medalha de Ouro da Ordem da Rosa da Bulgária (15 de Julho de 1980)
- Grã-Cruz da Ordem de Santo Olavo da Noruega (13 de Outubro de 1980)
- Grã-Cruz da Ordem Nacional do Cruzeiro do Sul do Brasil (20 de Janeiro de 1982)[7]
- Grã-Cruz da Ordem da Coroa da Bélgica (17 de Junho de 1982)
- Primeira Classe da Ordem de El Kamal do Egito (23 de Março de 1984)
- Grã-Cruz da Ordem de Devoção do Congo (16 de Maio de 1984)
- Grã-Cruz da Ordem do Mérito Civil e Militar de Adolfo de Nassau do Luxemburgo (2 de Janeiro de 1985)
- Grã-Cruz da Ordem do Infante D. Henrique de Portugal (7 de março de 1997)
- Grã-Cruz da Ordem de Camões de Portugal (20 de novembro de 2023)